# Nicolò da Ponte
Nicolò da Ponte (Veneza, 15 de Janeiro de 1491 - Veneza, 30 de Julho de 1585) foi  o 87º Doge de Veneza.

## Vida
Primeiro dos numerosos filhos de Antonio e Regina Spandolino, nasceu em Veneza no dia 15 de janeiro de  1491, em uma casa em S. Agnese, próximo à Ponte della Calcina. Seu pai possuía o título de Patrício de Veneza e sua mãe era originária de constantinopla. A família Da Ponte passara por um período de grave perturbação financeira após a conquista otomana de Negroponte, onde possuía recursos substanciais, mas o casamento do pai com uma grega sugere que ainda mantinha interesses comerciais no Oriente.
Teve acesso a boa educação, foi discípulo de "Egnazio" (nome acadêmico do filósofo veneziano Giovanni Battista Cipelli) e depois seguiu aulas de filosofia na Universidade de Pádua, não concluindo os seus estudos, talvez devido ao início da guerra da Liga de Cambrai. No entanto,  conseguiu obter um doutorado em medicina em Veneza (1514).
Como muitos  dos jovens cientistas de Veneza, começou um promissor cursus honorum (possuía consideráveis dotes físicos e intelectuais). Entre 1512 e 1530 se dedicou ao comércio, tanto que conseguiu construir um palácio suntuoso em San Maurizio e acumular uma fortuna estimada em 150 mil ducados. Ao mesmo tempo, cultivou os interesses culturais com sucesso: em 1521  teve a tarefa de substituir Sebastiano Foscarini como leitor de filosofia por dois anos na escola Rialto.
Em 1520 casou-se com Arcangela de Alvise Canal.
Em 1570 tornou-se procurador de San Marco.

## Governo (Dogado)
Tornou-se doge em 3 de março de 1578. A eleição foi longa (atingiu quarenta e quatro escrutínios).
Apesar de sua idade avançada quando eleito,  seu dogado durou mais de sete anos, fazendo-se muito ativo e presente na administração do estado. Durante a crise interna de 1581-82, que levou à reforma do Conselho dos Dez, representou uma referência para os políticos mais jovens. Em várias ocasiões, se distinguiu por seu anticlericalismo. Morreu em 1585 aos noventa e quatro anos de idade.